# Capadócia

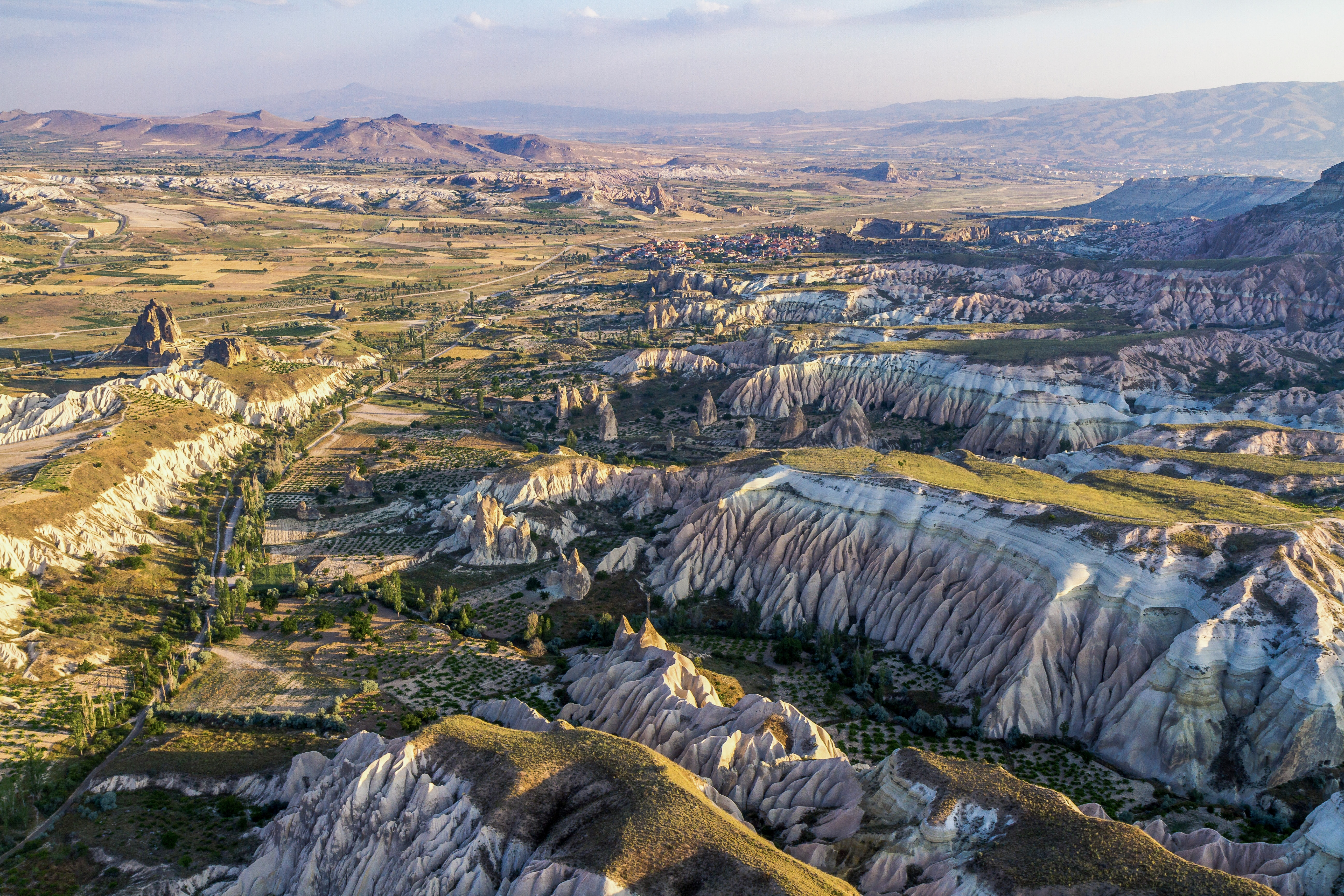
Vista aérea da Capadócia

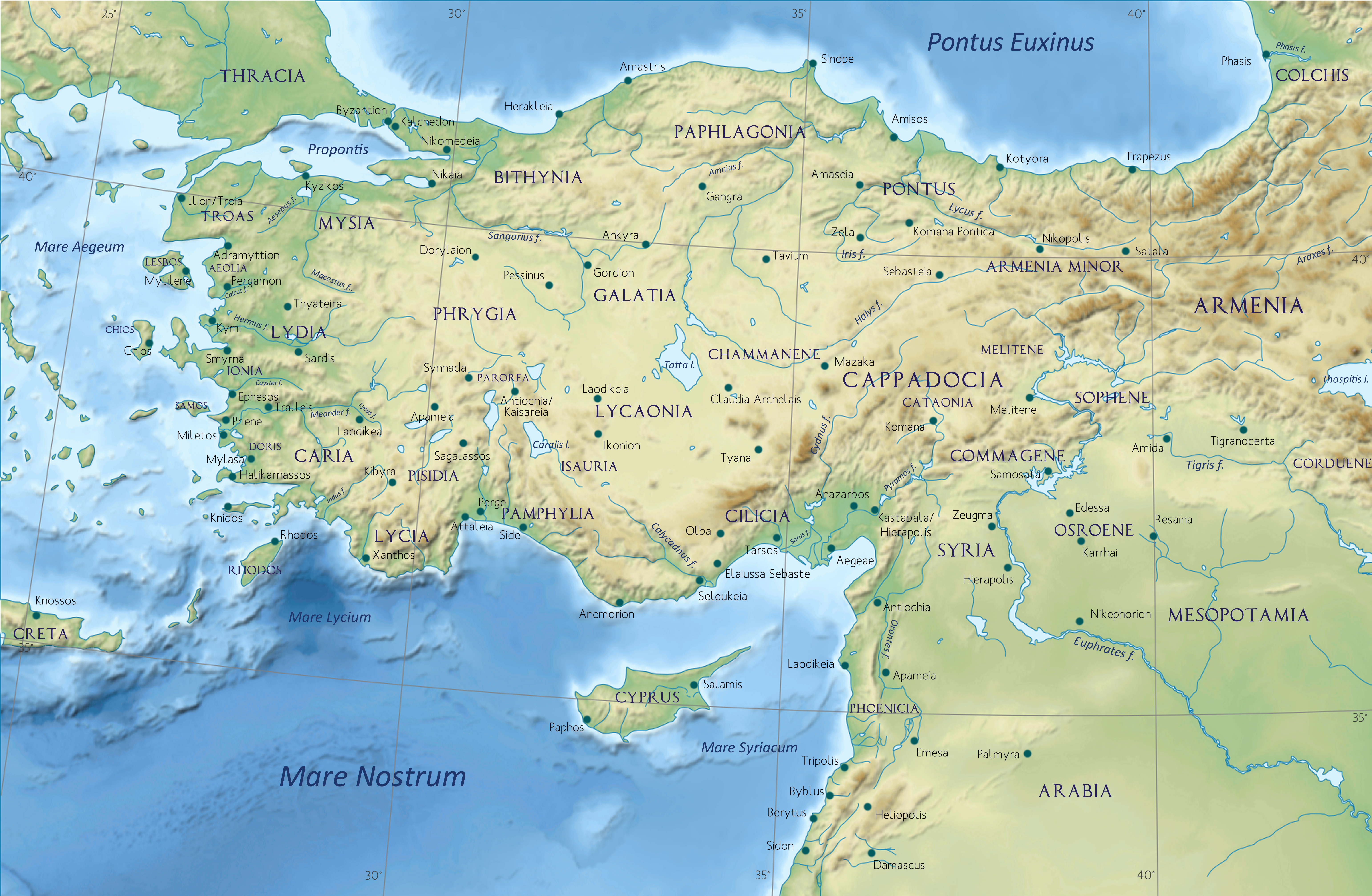
A região da Capadócia, no leste da atual Turquia

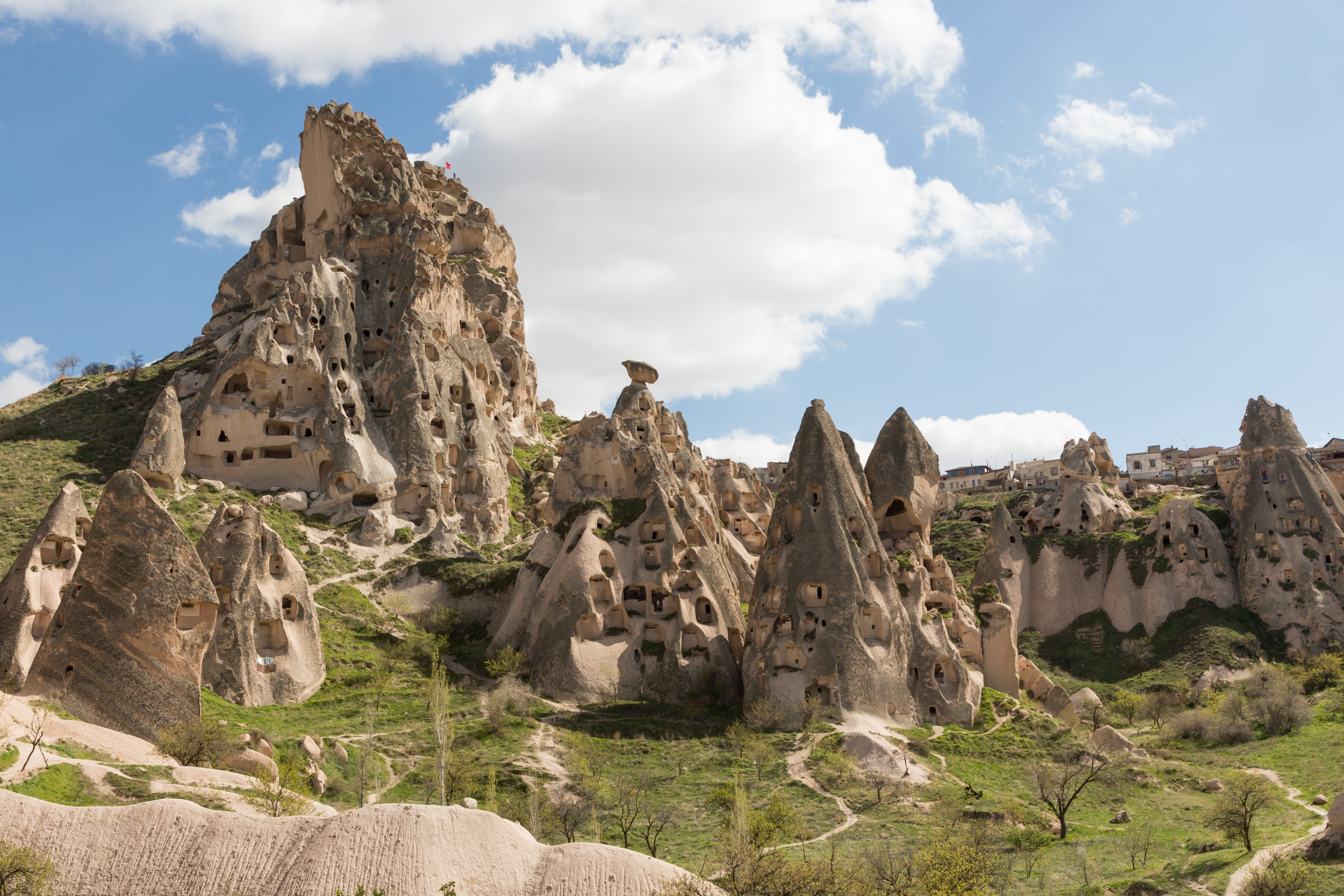
Habitações trogloditas

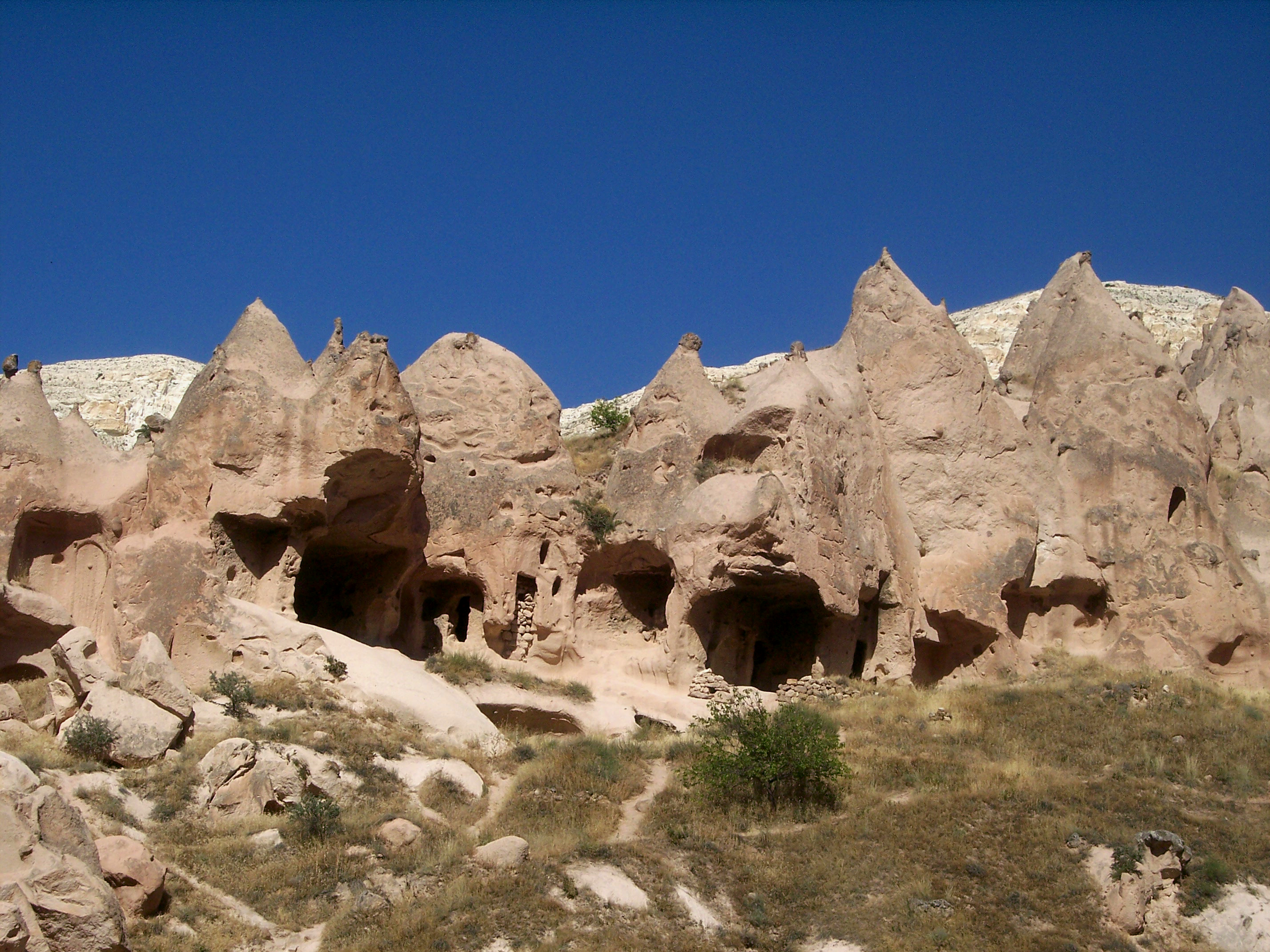
Zelve

A Capadócia (em turco: Kapadokya, em grego: Καππαδοκία; romaniz.:  Kappadokía) é uma região histórica e turística da Anatólia central, na Turquia.
A noção de "Capadócia" é tanto geográfica como histórica, tendo os seus contornos variado consideravelmente, conforme as épocas e pontos de vista. O geógrafo e historiador grego Heródoto considerava que a Capadócia estava delimitada pelos Montes Tauro a sul, pelo Lago Tuz (em turco: Tuz Gölü) a oeste, pelo rio Eufrates a leste, e pelo mar Negro a norte, uma área que, com algumas variações, foi sucessivamente uma satrapia (província) persa, satrapia do Império Macedónio, Reino da Capadócia e província romana.
Atualmente, o termo Capadócia tanto pode referir-se a uma área de aproximadamente 15 000 km² entre Aksaray, Hacıbektaş, Kayseri e Niğde, cuja população total não chega ao milhão de habitantes,  como a uma área muito mais restrita, o triângulo com aproximadamente 20 km de lado delimitado por Nevşehir, Avanos e Mustafapaşa, a sul de Ürgüp, sendo esta última zona a mais conhecida em termos turísticos. Em muitos mapas, o nome da Capadócia não é mencionado, já que não corresponde a qualquer demarcação política.
Em alguns contextos, principalmente na Antiguidade, o termo Capadócia designa uma região ainda mais vasta que a descrita por Heródoto, estendendo-se à costa mediterrânica a sul e quase até o que é hoje a Arménia a norte. O historiador grego Estrabão chama Cilícia à zona administrativa do que é hoje Kayseri, a antiga Cesareia e Mázaca, um termo que é mais usualmente aplicado, pelo menos em registos mais recentes, à região costeira do sul/sudeste da Anatólia. Quanto à região mais a norte, historicamente é usualmente mais associada com o Ponto.
As características mais distintivas da região são as formações geológicas únicas, resultado de fenómenos vulcânicos e da erosão, e o seu rico património histórico e cultural, nomeadamente cidades subterrâneas e inúmeras habitações e igrejas escavadas em rocha, muitas destas com admiráveis frescos. Em 1985, o Parque Nacional de Göreme, uma das áreas mais famosas da região, com 9 576 ha, foi declarada Património Mundial pela UNESCO.

## Introdução
A região é habitada há milhares de anos continuamente. Algumas civilizações antigas floresceram aqui, como a dos Hititas, tendo a região sido ocupada e sofrido influências de outras civilizações originárias da Europa e da Ásia Menor, tendo todas elas deixado a suas marcas.
As características geológicas deram origem a paisagens que são frequentemente descritas como lunares, se bem que a região não seja desértica. As rochas da região, principalmente tufo calcário,[carece de fontes?] adquiriram formas caprichosas ao longo de milhões de anos de erosão, e são suficientemente macio para permitir que os humanos construam as suas habitações escavando-as, em vez de erigir edifícios, o que faz com que nessas paisagens lunares abundem cavernas naturais e artificiais, algumas delas ainda habitadas.

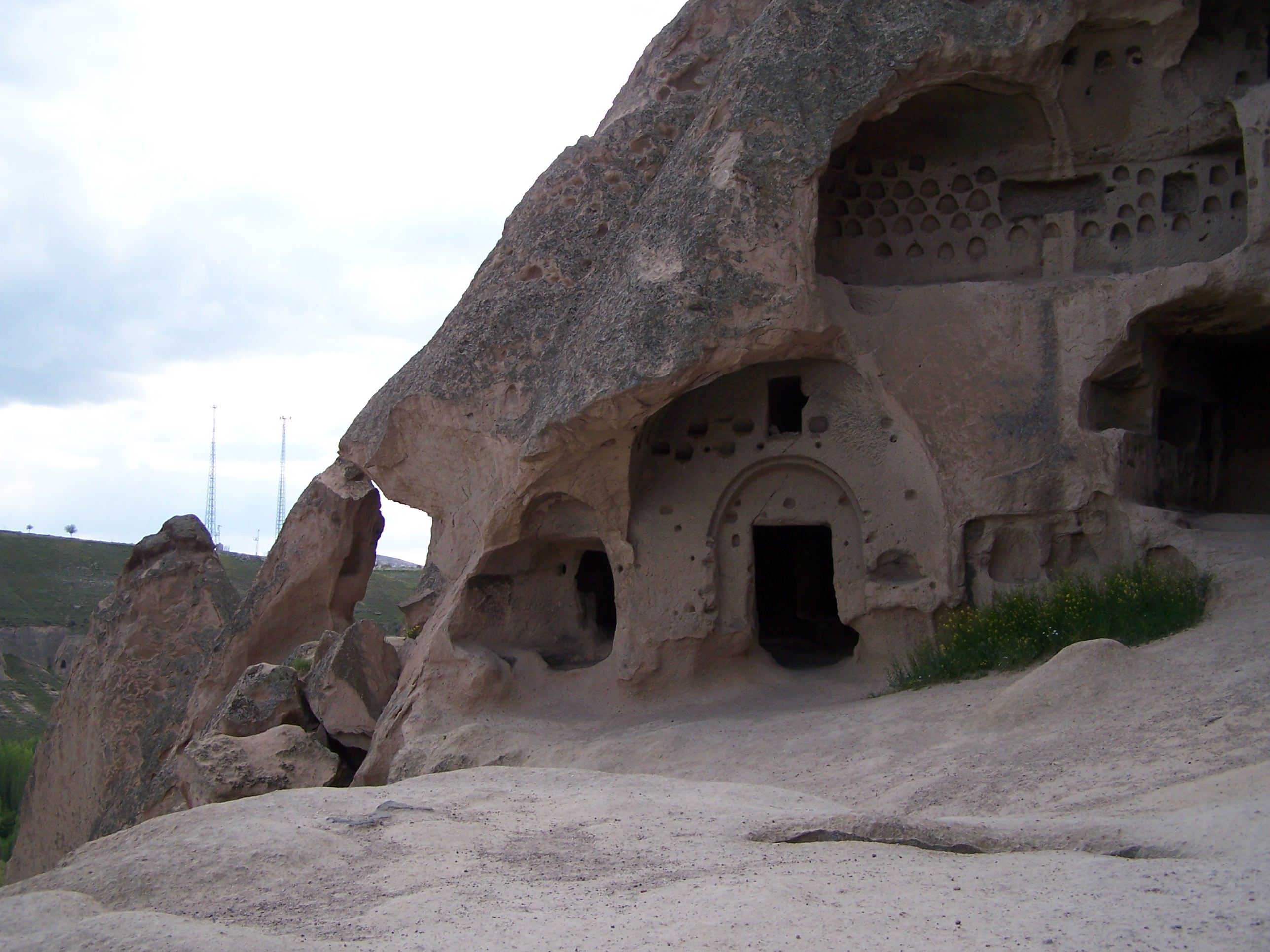
Habitações trogloditas

A situação geográfica da Capadócia, tornou-a encruzilhada de rotas comerciais importantes ao longo dos séculos e tornou-a alvo de contínuas invasões. Para se refugiarem durante as invasões e razias, os habitantes construíram refúgios subterrâneos, por vezes verdadeiras cidades, supondo-se que as mais antigas podem remontar ao tempo dos Hititas, há mais de 3 000 anos, e que muitas ainda estarão por descobrir. Algumas podem ser visitadas, como é o caso das de Derinkuyu, Kaymakli, Özkonak e Mazi. Estas cidades têm vários níveis — a de Kaymakli, por exemplo, tem nove, embora apenas quatro estejam abertos ao público, estando as outras reservadas para investigação arqueológica e antropológica, — e dispõem de canais de ventilação, cavalariças, padarias, poços de água e tudo o mais necessário para que os seus ocupantes, cujo número podia alcançar os 20 000, pudessem resistir durante vários meses sem que fossem detectados pelos invasores. Durante o período bizantino, algumas destas construções subterrâneas foram transformadas em igrejas e decoradas com frescos nas paredes e tetos.

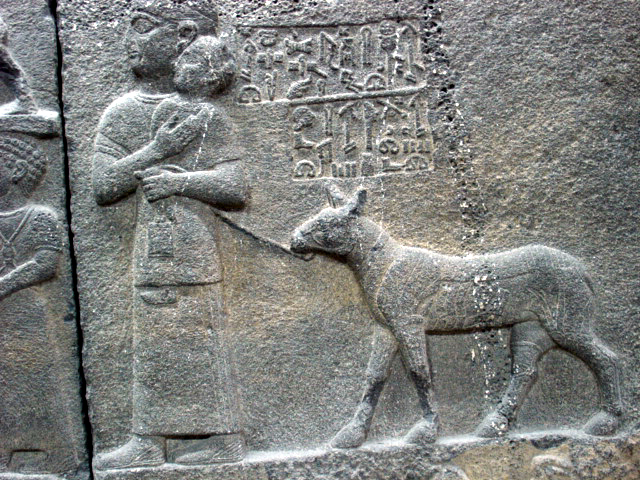
Detalhe assírio no Museu das Civilizações da Anatólia, Ancara

## Origem e significado do nome
Crê-se que o nome Capadócia provém do vocábulo hitita Katpadukya (terra de cavalos de raça). Outras fontes apontam a origem do nome nos persas, que chamaram à região Katpatuka (igualmente "terra de cavalos de raça" ou de "terra de belos cavalos"). No entanto, o termo Katpatuka não é de origem persa, embora Heródoto referisse na sua descrição da conquista da Lídia pelos Hititas que era esse o nome dado à região pelos persas. Os gregos chamavam à região Leucosyri (Λευκόσυροι, (sírios brancos).
A fama dos cavalos da região remonta, pelo menos, ao tempo dos assírios. Há registos dos reis Assurbanípal (século VII a.C.), da Assíria, Dario I (521–485 a.C.) e o seu filho Xerxes I (519–465 a.C.), da Pérsia, terem recebido como presente cavalos da Capadócia, e Estrabão relata que os cavalos faziam parte do tributo da região aos persas.

## Geografia e geologia

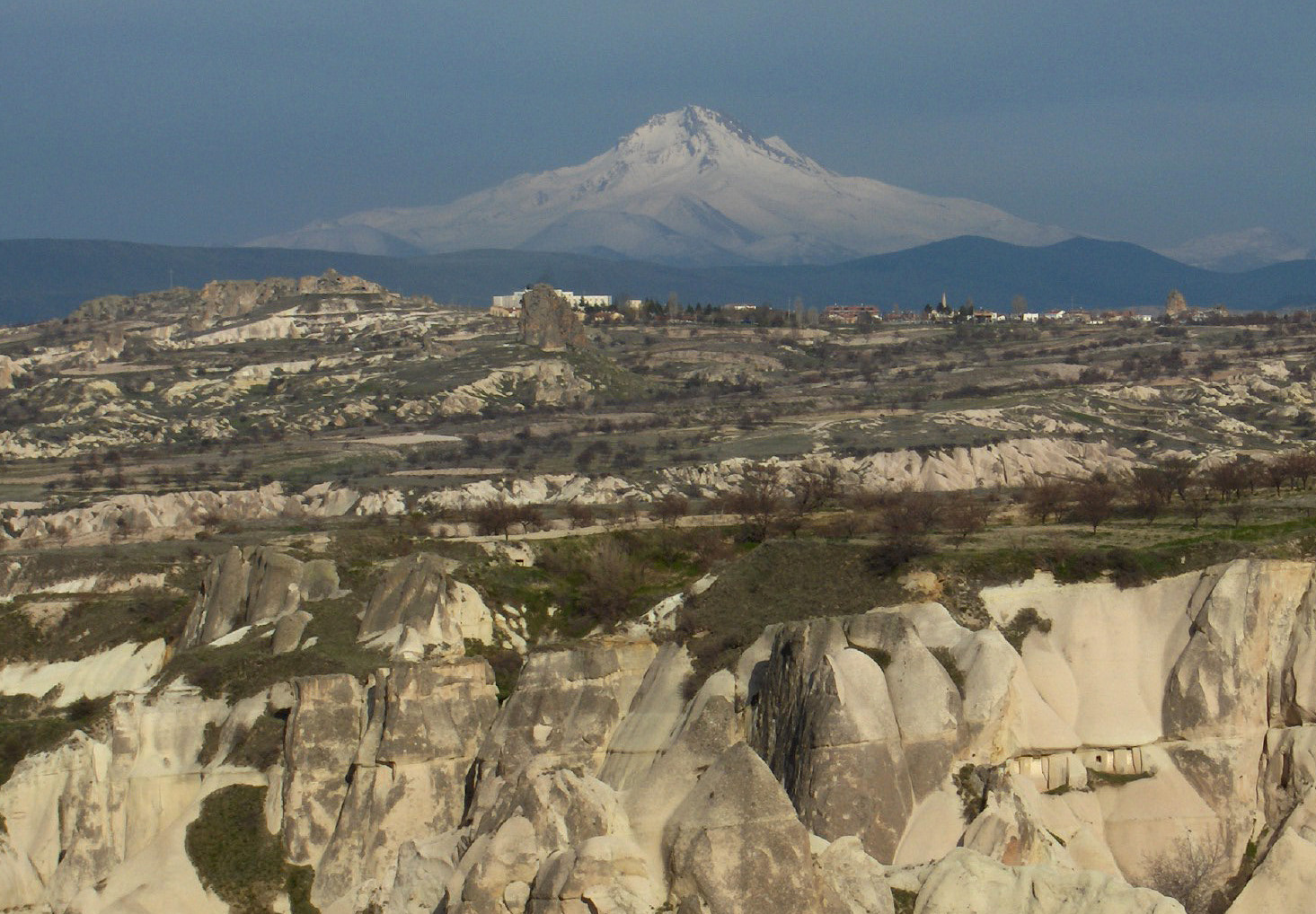
O vulcão Argeu (Erciyes Dağı), a montanha mais alta da Capadócia e da Anatólia Central

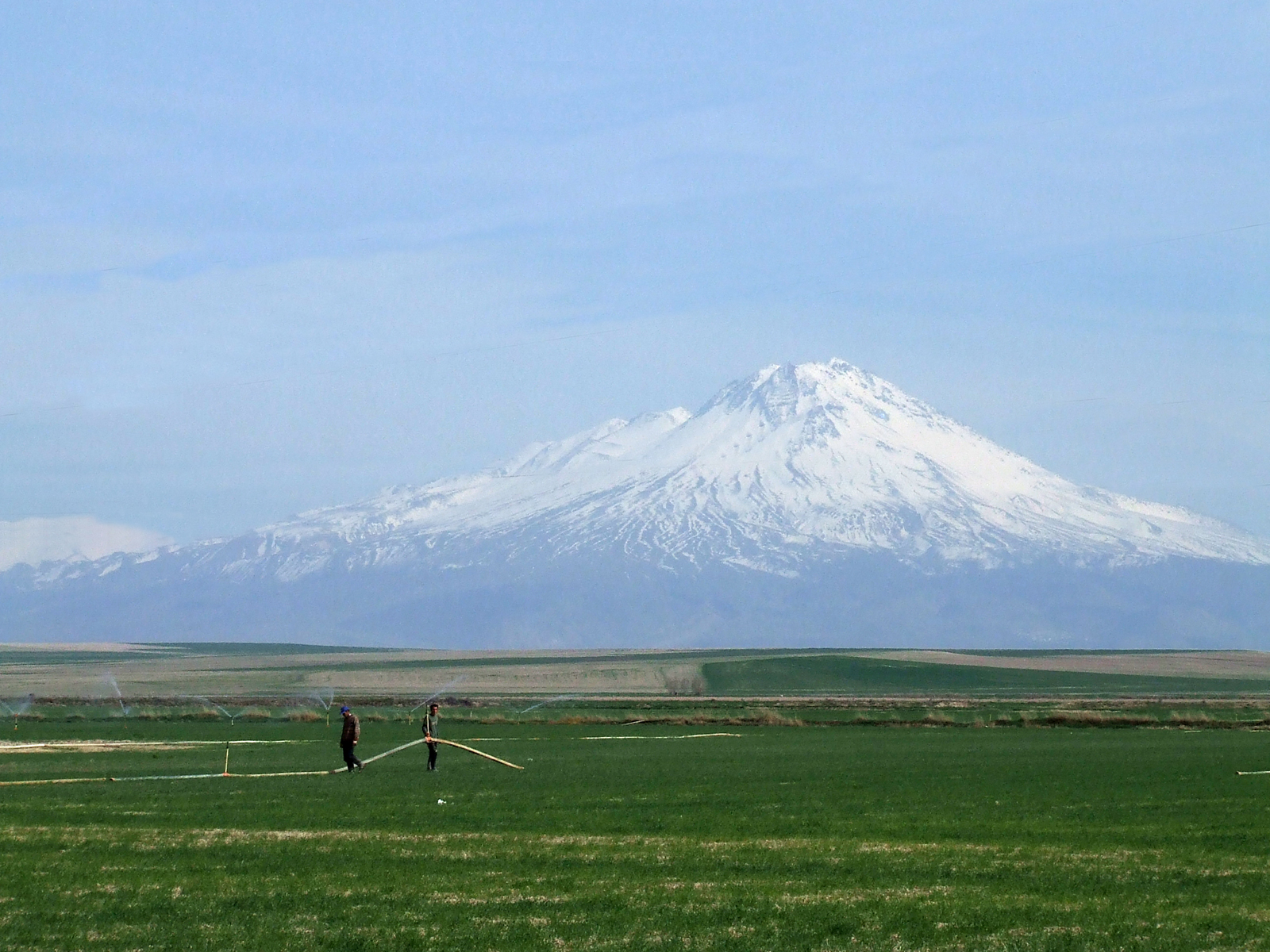
O vulcão Hasan

Toda a região se encontra num planalto com aproximadamente 1 000 m de altitude, o que, aliado à sua situação muito interior, explica o seu clima marcadamente continental, com verões quentes e secos e invernos frios com neve. A precipitação é esparsa e a maior parte da região é semi árida quando não mesmo árida.
A paisagem única da região é o resultado da ação de forças naturais ao longo de milhões de anos.
Há 60 milhões de anos formou-se a cordilheira de Tauro, na Anatólia meridional, ao mesmo tempo que se formavam os Alpes. A formação daquela cordilheira deu origem a numerosas elevações e depressões na Anatólia central.
A atividade dos vulcões da Capadócia, nomeadamente o Argeu (Erciyes), Hasan, Acıgöl, Göllü e Melendiz, entre o Miocénico superior, há cerca de 10 milhões de anos, até ao Pliocénico, há cerca de 2 milhões de anos, cobriram a região de estratos ignimbríticos de diferentes densidades. No início do Quaternário, depositaram-se lavas basálticas bastante mais duras. Calcula-se que, só o Erciyes terá originado depósitos que cobriram 10 000 km² com uma espessura entre 100 e 500 metros.
Sob o efeito do arrefecimento do clima no Quaternário, a crosta basáltica abriu fendas e o solo desagregou-se, permitindo que a água e neve se infiltrassem e acentuassem a erosão, mais acentuada nos estratos mais macios, isolando cones de material mais resistente e escavando vales. Durante os períodos mais secos, foi a erosão dos ventos e da areia por eles levantada que foi mais determinante na modificação da paisagem. Este tipo de erosão é mais notável na superfície dos cones. Quando na parte superior destas elevações existe rocha basáltica, mais resistente ao efeito abrasivo, são formadas as chamadas chaminés de fadas, as quais são cones coroados por grandes pedras praticamente planas, que tanto aparecem isoladas, como em grupo, criando paisagens insólitas. Com a continuação do efeito da erosão, os pedestais dos blocos basálticos acabam por colapsar.

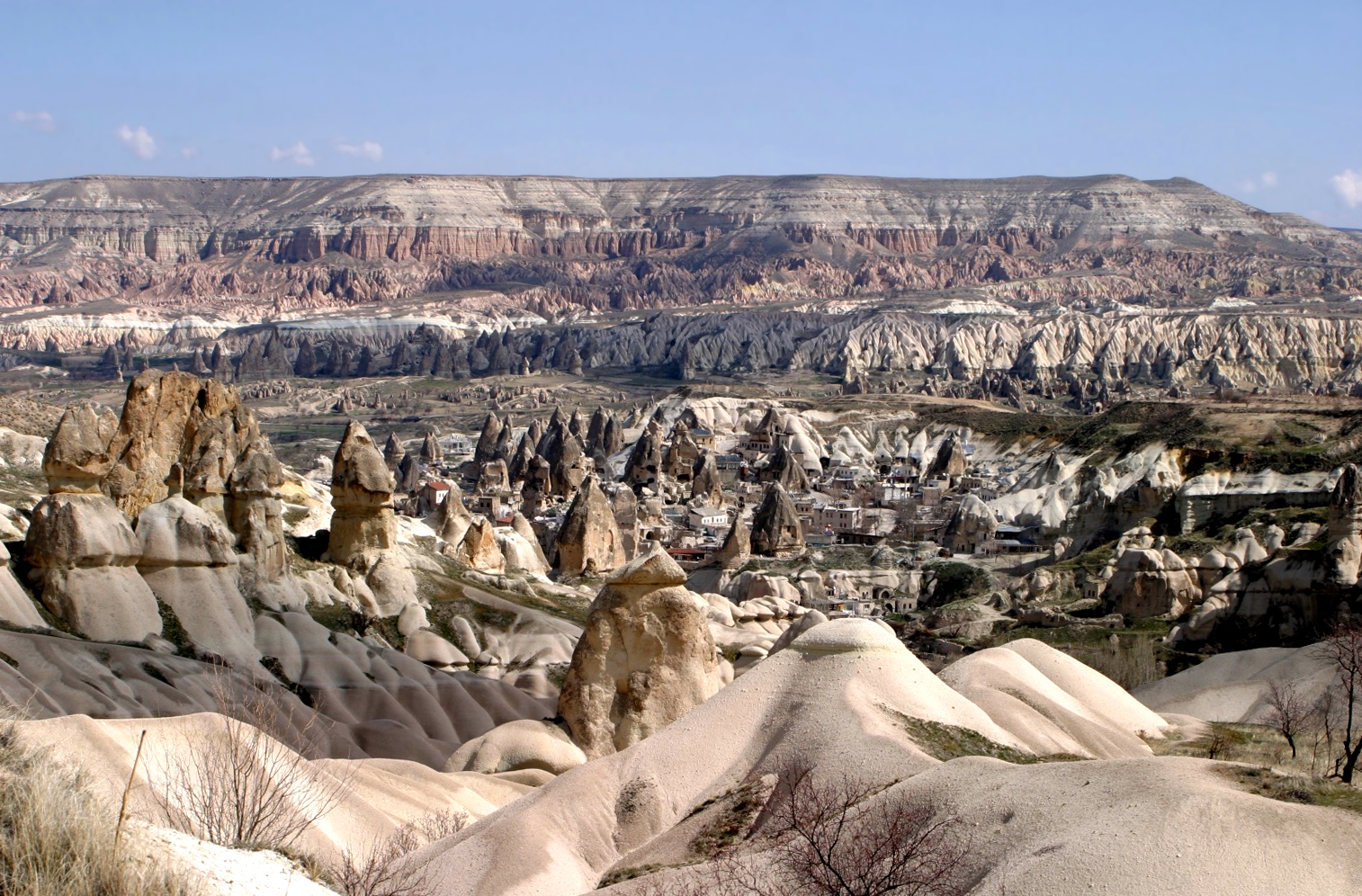
Vista de um vale com chaminés de fadas

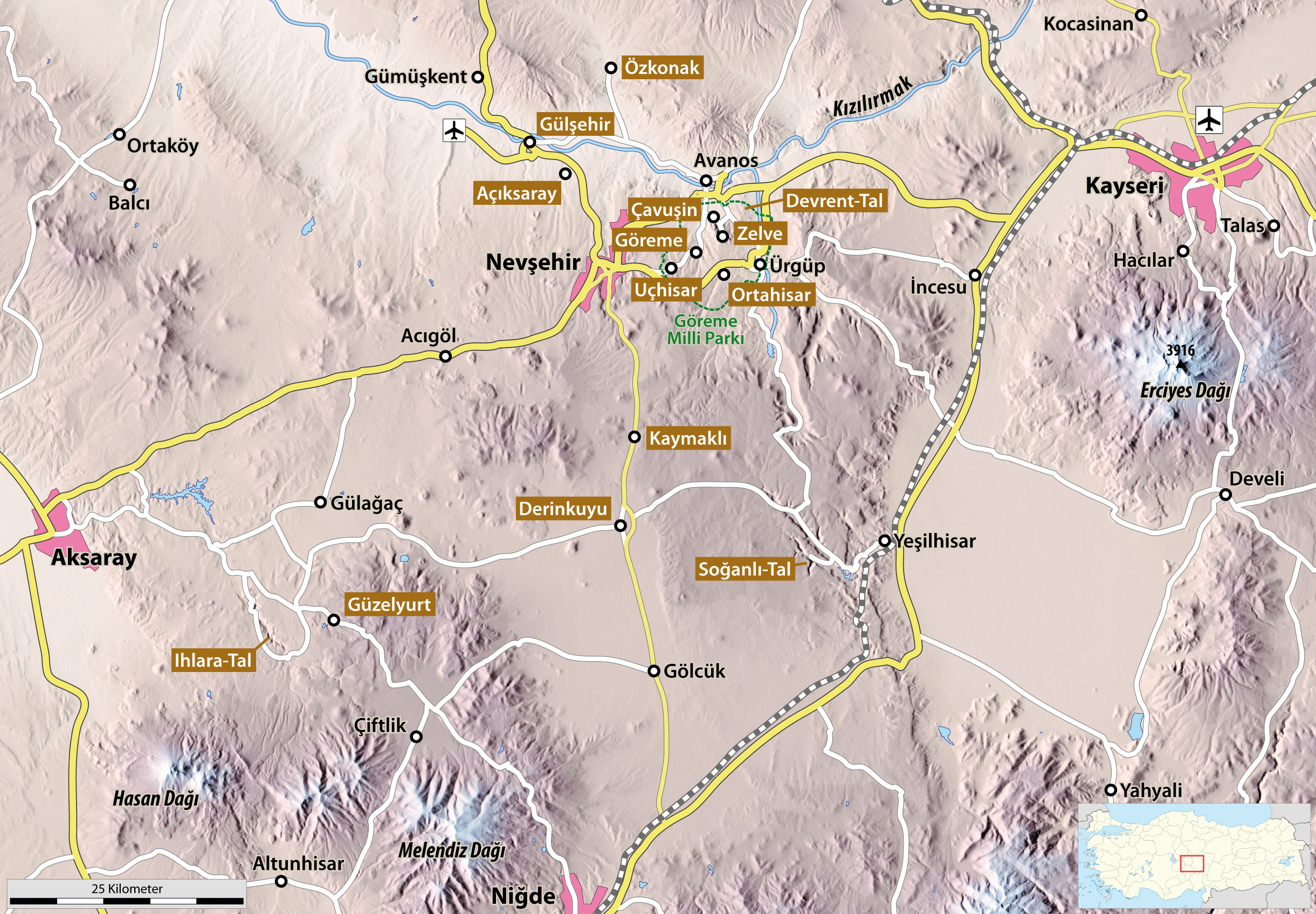
Alguns locais mais interessantes para o visitante da Capadócia

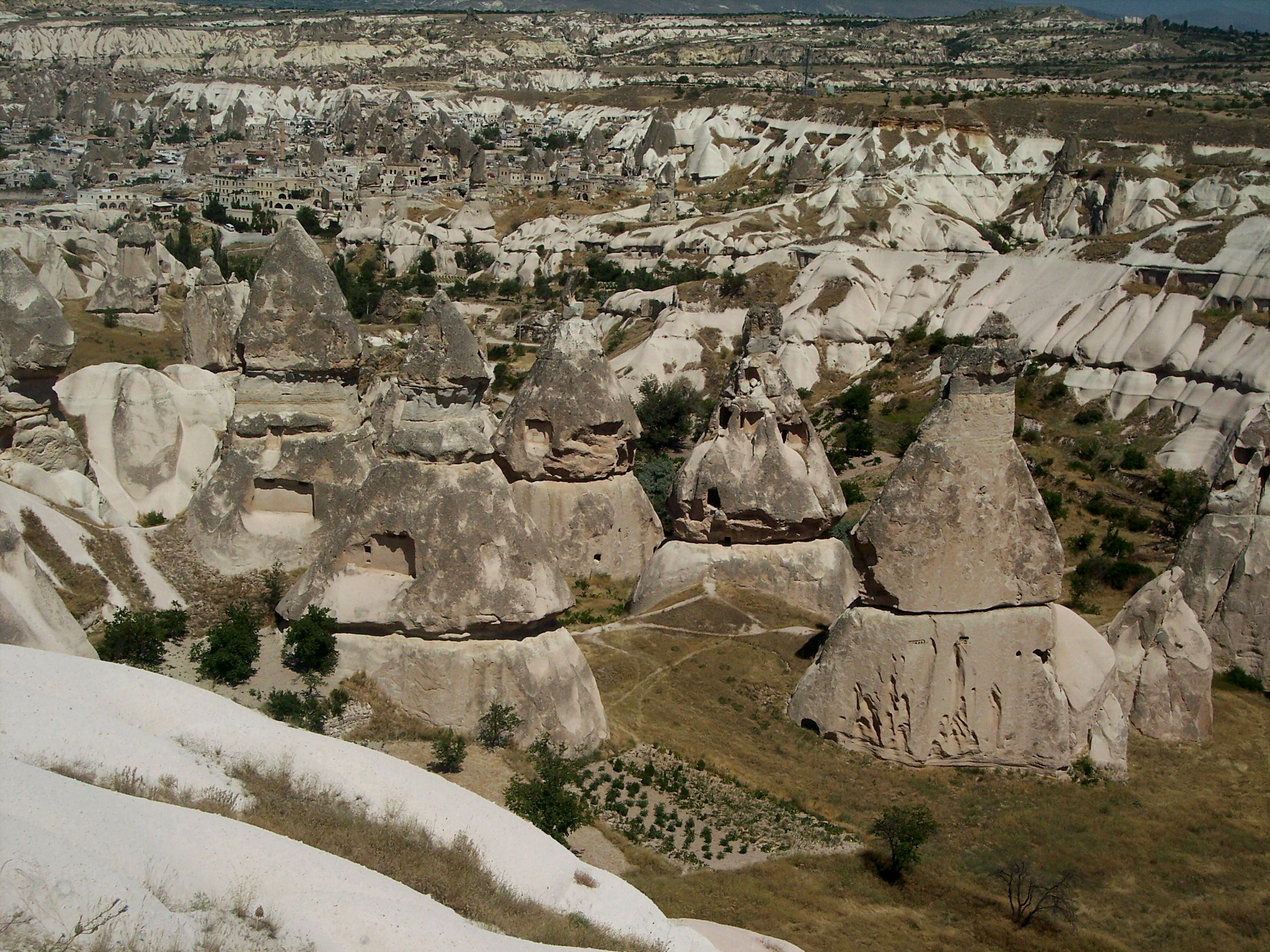
O vale de Avcilar, na região de Nevşehir

As zonas sem basalto deram origem a vales, as zonas de tufo macio desagregaram-se completamente, formando zonas planas poeirentas, enquanto que nas encostas, a erosão esculpiu desfiladeiros, mesas, escarpas, pirâmides de 15 a 30 metros,  picos, agulhas que por vezes lembram minaretes, cones e chaminés de fadas. A erosão continua nos nossos dias: os picos e cones atuais vão desaparecendo lentamente, ao mesmo tempo que outros se estão a formar nas encostas à beira dos planaltos.
A tufa desagregada dá origem a um solo muito fértil quando é irrigado e adubado com o fertilizante típico da zona, fezes de pombo.
Embora os vulcões se tenham praticamente extinguido no 2º milénio a.C., há indícios de erupções mais tardias, nomeadamente uma em 253 a.C..
Algumas das povoações mais importantes da região:
- Aksaray
- Avanos
- Göreme
- Gülagaç
- Gülşehir
- Kayseri (Mázaca da Antiguidade, Cesareia romana e bizantina)
- Nevşehir (antiga Níssa)
- Niğde
- Uçhisar
- Ürgüp

Alguns dos locais com mais interesse para o visitante:
- Museu ao ar livre de Göreme;
- Peribacalar vadisi (vale das chaminés de fada);
- Cidades subterrâneas de Derinkuyu, Özkonak, Tatlarin, Mazi e Acigöl;
- Vale de Zelve;
- Vale de Soganli;
- Vale de Soganli;
- Vale de Ihlara
- Gomeda;
- Diversas igrejas bizantinas, a maior parte das quais em cavernas, como sejam as de El Nazar e Aynali

## História

### Çatalhüyük e Puruskanda

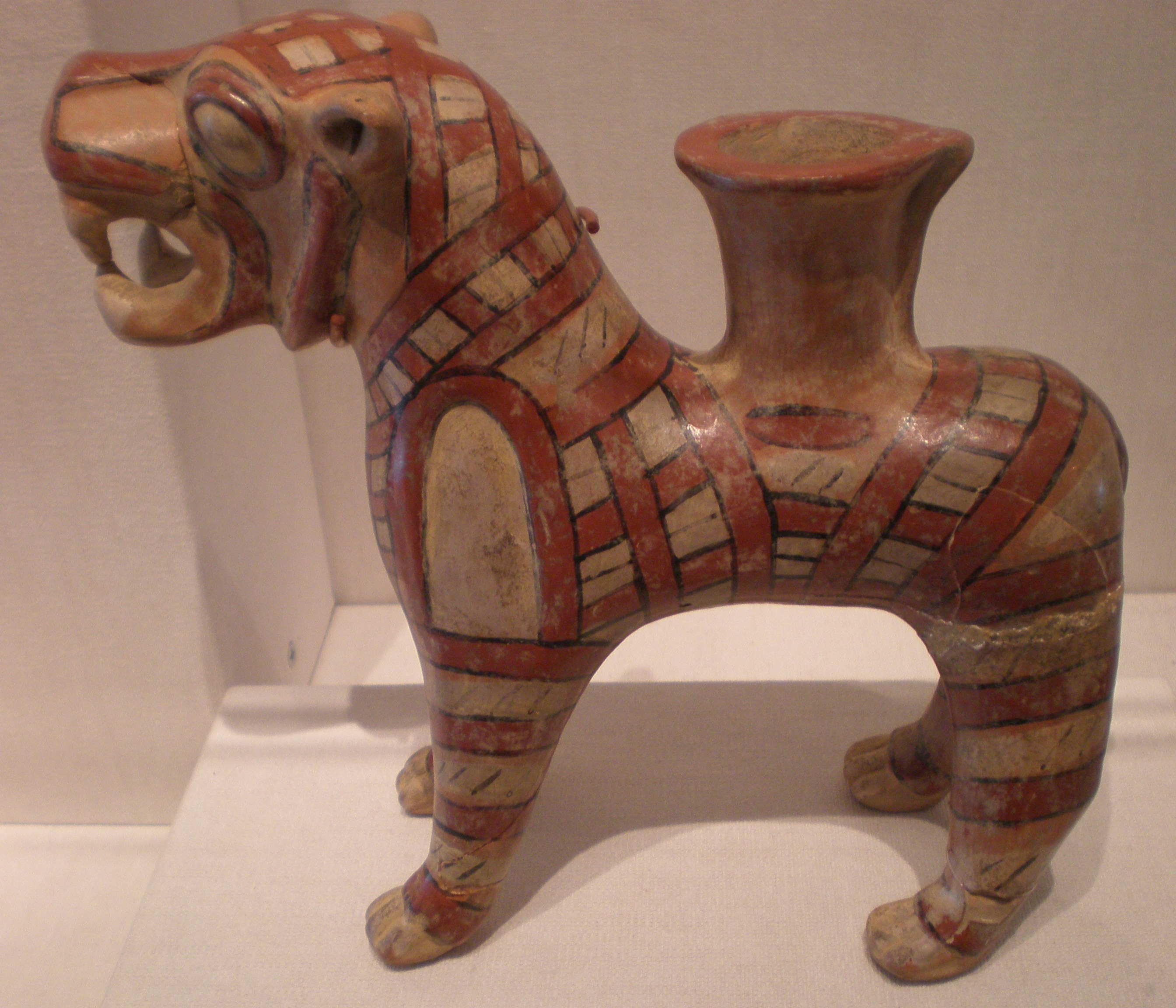
Ritão (vaso ritual) em terracota em forma de leão datado do século XVIII ou encontrado em Cultepe

Çatalhüyük foi um povoado Neolítico situado a sul do que é hoje Cônia, aproximadamente 200 km a este-sudeste de Aksaray. Durante alguns anos apontado por muitos como o mais antigo exemplo conhecido de povoamento urbano em todo o mundo, data do 7º milénio a.C.. Aí foi encontrado o que se considera o começo da história da Anatólia. Trata-se de um fresco mural, que apresenta em primeiro plano as casas da localidade, e ao fundo um vulcão fumegante em erupção. Crê-se que esse vulcão sejam o Hasan Dag, distante aproximadamente 300 km de Çatalhüyük. O fresco está exposto no Museu das Civilizações da Anatólia, em Ancara, e é provavelmente a pintura paisagística mais antiga do mundo.
Entre o 6º e o 5º milénios a.C., a Capadócia tinha vários principados independentes. A cidade mais importante desse período era Puruscanda. No século XXIII a.C., 17 destes principados uniram-se para lutar contra o rei acádio Narã-Sim, no que foi a primeira de muitas alianças na história da Anatólia e Capadócia.
Os primeiros habitantes conhecidos da Capadócia foram os hatitas, cuja capital, Hatusa, situada a aproximadamente 200 km a norte de Nevşehir,  seria posteriormente a capital dos Hititas. A civilização hatita remonta ao 4º milénio a.C., época dos achados mais antigos de Alacahöyük,  a estação arqueológica mais importante dessa civilização, situada a pouco mais de 20 km a norte de Hatusa.

### Colónias comerciais assírias
No início do 2º milénio a.C., a Anatólia viveu um período florescente, tendo atraído numerosos habitantes. Os assírios, célebres pelas suas qualidades comerciais, instalaram-se na região, atraídos pelas suas riquezas, principalmente minerais, organizando bazares chamados carum. O carum mais importante foi o da cidadela de Canés (hoje Cultepe), a Nesa dos hititas. Os assírios vendiam estanho, têxteis e perfumes, e compravam ouro, prata e cobre.
Este tipo de comércio durou aproximadamente 150 anos, tendo acabado devido a guerras entre reinos da região. Em 1925, uma equipa de arqueólogos descobriu em Cultepe as Tábuas da Capadócia, que descrevem a colónia mercantil dos tempos assírios e que são o documento escrito mais antigo sobre a história da Capadócia.

### Império hitita

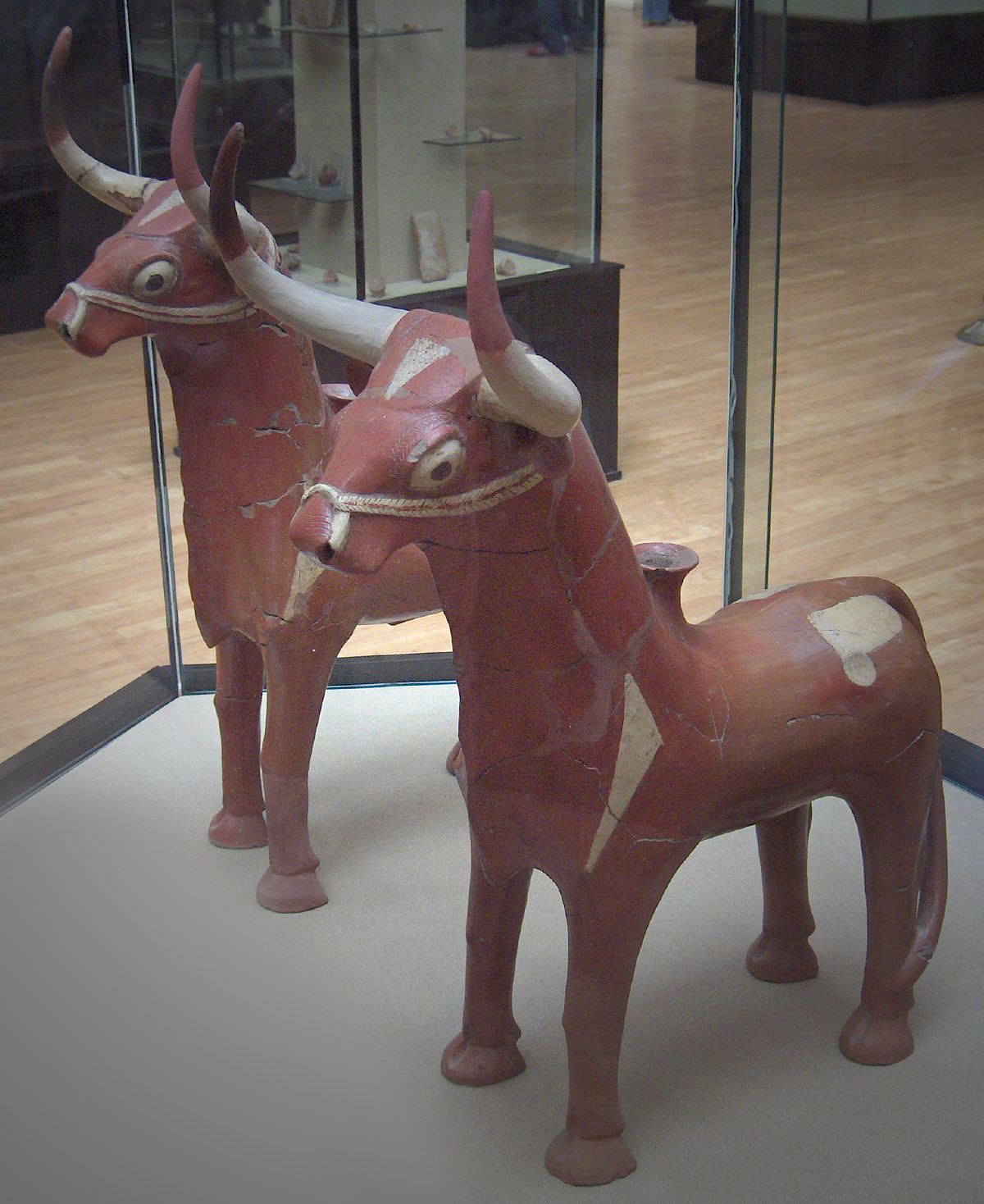
Vasos rituais hititas do século XVI a.C. encontrados em Hatusa, expostos no Museu das Civilizações da Anatólia, Ancara

Há poucas certezas quanto à origem da civilização hitita, embora alguns acreditem que são originários precisamente da Capadócia, mas é certo que ela floresceu na Anatólia central, com a Capadócia incluída, no 2º milénio a.C. tendo Hatusa (perto da atual Boğazkale, até recentemente, Boğazköy) como capital.
Os hititas fundaram vários povoados em conjunto com os habitantes locais e constituíram um império que se estendia até à Babilónia. O império durou cerca de 600 ou 700 anos, e pôs fim à dinastia semita de Hamurabi na Babilónia. Os séculos XV e XVI a.C. foram especialmente importantes na história hitita, marcando o apogeu da civilização. Alguns séculos mais tarde, as guerras com o Antigo Egito, que culminariam no célebre tratado de paz de Cadexe, de 1 286 a.C., desgastaram o império, que acabaria por desmoronar-se cerca de 1 200 a.C., com a chegada de invasores provenientes da Europa oriental, os povos do mar e os frígios.
Após a queda do império hitita, e até ao século VII a.C., a Capadócia atravessou o período mais obscuro da sua história. Cerca de 1 100 a.C. foi invadida pelo rei assírio Tiglate-Pileser I, sendo reconquistado pelos frígios no século IX a.C. e pela Lídia, em 696 a.C. Os Medos ocupam parte do território alguns anos mais tarde, e os Cimérios fazem algumas incursões entre 650 e 630 a.C.

### Império Persa Aqueménida

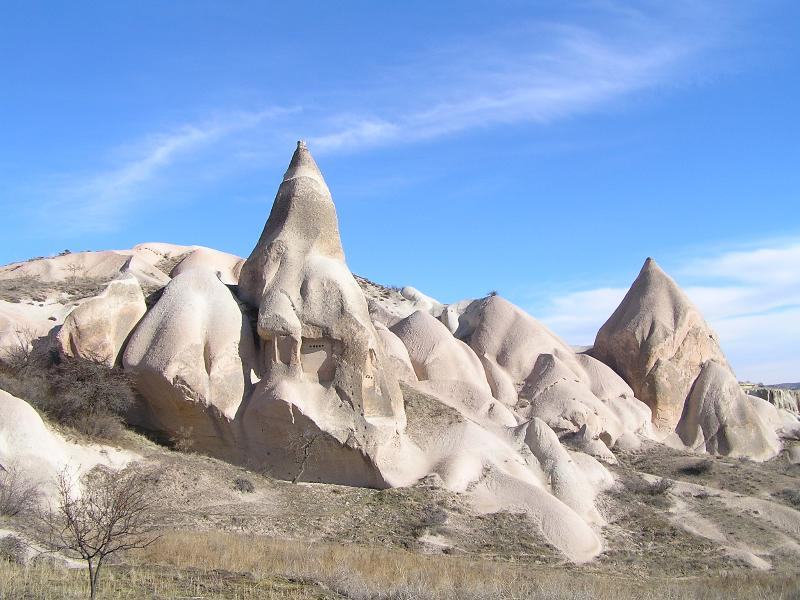

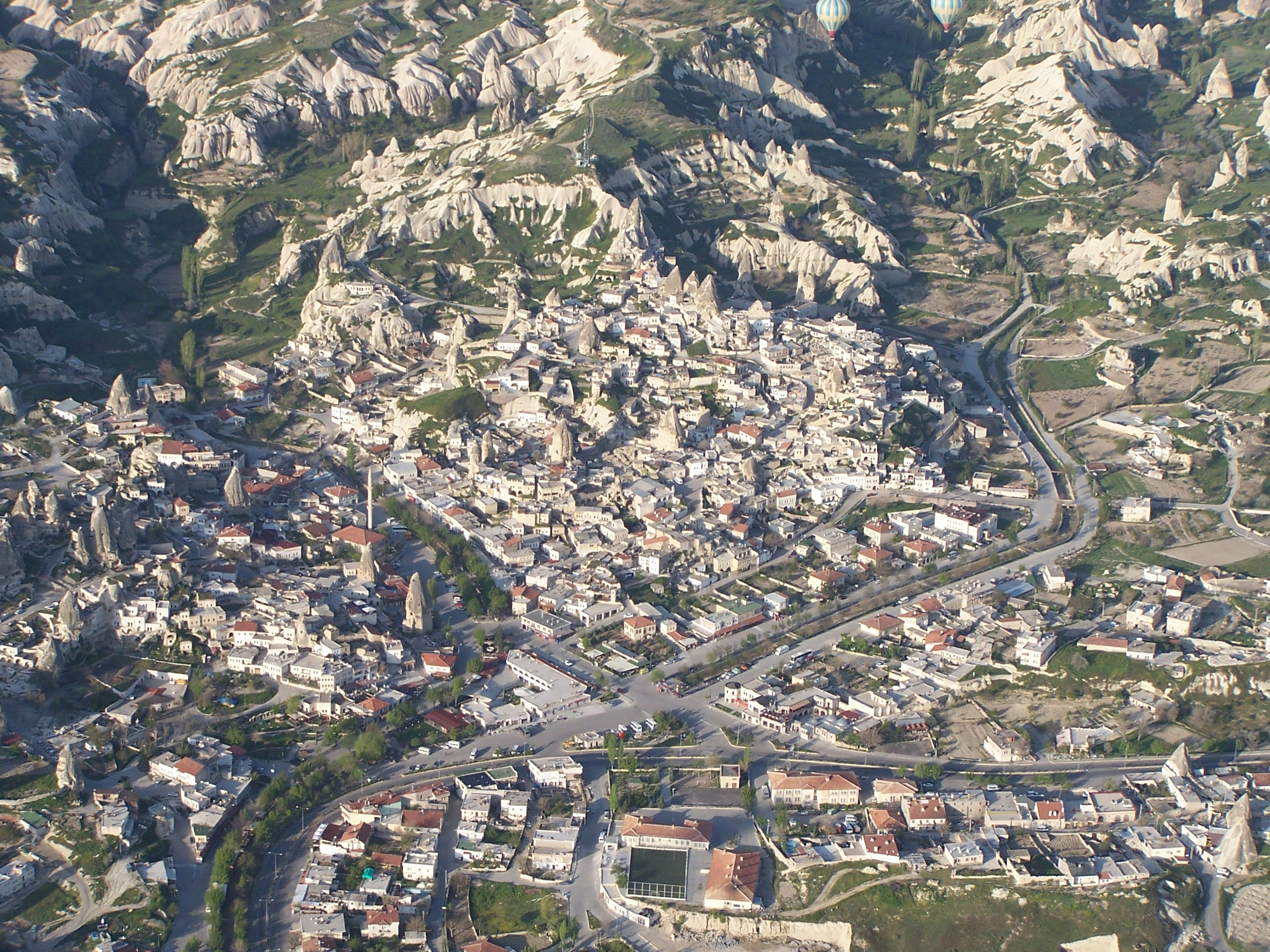

A Capadócia foi conquistada pelos persas aqueménidas em 546 a.C., durante o reinado de Ciro II, tendo-se mantido nessa situação até à conquista por Alexandre Magno, dois séculos mais tarde.
Os persas dividiram a Anatólia em províncias (satrapias) cuja administração estava a cargo de governadores (sátrapa) nomeados pelo imperador. Desde o reinado de Dario I que a Capadócia integrou a terceira satrapia. Embora formalmente  fazendo parte do Império Aqueménida, a Capadócia mantém uma grande autonomia, sendo dirigida por uma aristocracia local de tipo feudal.
As províncias estavam ligadas ao porto de Éfeso (perto da atual cidade de Selçuk, na província de Esmirna [em turco: Izmir]) pela Estrada Real Persa, que começava nessa cidade e passava pelas cidades de Sardes (antiga capital do Reino da Lídia, em turco:  Sart) e Mázaca (atualmente Kayseri), chegando até à Mesopotâmia e Susa, a capital do império. Os sátrapas enviavam para a Pérsia os impostos que cobravam em forma de ouro, carneiros, burros e os famosos cavalos da Capadócia.

### Capadócia helenística
Durante as campanhas de Alexandre, o Grande contra os Aqueménidas, os sátrapas da Capadócia combateram pelos estes últimos. Coube a Antígono Monoftalmo, general de Alexandre, lutar na Capadócia para manter as estradas que passavam pelo território.
Após a morte de Alexandre em 323 a.C. e a partilha do seu império, a Capadócia  tornou-se satrapia de Eumenes de Cardia, um dos aliados do regente Pérdicas. Ariarates, que havia lutado por Dario III em Gaugamela, foi derrotado e executado por Pérdicas. Após várias lutas (as Guerras dos Diádocos), a Capadócia foi incorporada no reino de Seleuco Nicátor.
Um sobrinho do antigo sátrapa Ariarates, também chamado Ariarates, tomou posse de parte da Capadócia, que foi aceite por Seleuco como um reino semi-dependente, e conseguiu a independência de facto durante o reinado do sucessor de Seleuco, Antíoco Sóter, pois este estava mais preocupado com a guerra contra o Egito Ptolemaico.

### Período romano

#### Reino da Capadócia
Antes de ser anexada pelo Império Romano, o Reino da Capadócia era um dos muitos reinos sucessores do grande Império Macedônico de Alexandre, o Grande. A região foi governada pela dinastia ariarátida de 331 a 95 a.C. O primeiro contato com a  República Romana aconteceu no reinado de Ariarates IV, quando os capadócios se aliaram ao rei selêucida Antíoco, o Grande, durante a Guerra romano-síria de 192-188 a.C.
Depois da vitória romana sobre Antíoco, Ariarates iniciou uma relação amistosa com a República ao entregar a mão de sua filha ao rei de Pérgamo, um aliado romano. Os reis ariarátidas passaram, a partir daí, a ser grandes aliados de Roma no oriente, agindo como um estado-tampão contra o Império Selêucida, que reivindicava o domínio sobre a região. O Reino da Capadócia também apoiou Roma na Terceira Guerra Macedônica contra Perseu da Macedônia entre 171 e 166 a.C. A vitória de Roma sobre ambos ajudou a estabelecer a República como uma das grandes potências do Mediterrâneo Oriental.
Quando o rei Átalo III (r. 138–133 a.C.) morreu sem filhos em 133 a.C., ele deixou o Reino de Pérgamo para Roma. Eumenes III reivindicou o trono, ocupando a região. Em 130 a.C., o rei capadócio Ariarates V apoiou o cônsul romano Públio Licínio Crasso Dives Muciano em sua fracassada tentativa de depor Eumenes III e ambos morreram na batalha contra ele. A morte do rei resultou na ascensão de seu filho, ainda menor, Ariarates VI.
Mitrídates V, do Reino do Ponto, aproveitou-se da situação e passou a controlar o trono capadócio ao casar sua filha, Laódice com jovem rei. Mitrídates em seguida invadiu a Capadócia e transformando a região num protetorado do Ponto. Embora ainda nominalmente independente, a influência pôntica sobre a Capadócia continuou no reinado do filho de Mitrídates V, Mitrídates VI.
Em 116 a.C., Ariarates VI foi assassinado pelo nobre capadócio Górdio por ordem de Mitrídates VI, que então instalou Laódice, sua irmã e viúva de Ariarates IV, como regência para o jovem Ariarates VII, seu sobrinho, solidificando ainda mais o controle do Ponto sobre o reino. Depois de casar-se com Laódice, o rei Nicomedes III da Bitínia tentou anexar a Capadócia ao Reino da Bitínia e depôs Ariarates VII. Mitrídates VI não esperou muito e invadiu a Capadócia, expulsando Nicomedes III e restaurando Ariarates VII. A Capadócia voltou novamente para a esfera de influência do Ponto.
Anos depois, em 101 a.C., o rei pôntico mandou assassinar Ariarates VII e instalou Ariarates IX, seu filho de apenas oito anos, no trono como um rei-fantoche. Apenas uma criança, Ariarates IX não conseguiu manter o controle do reino e seus nobres se revoltaram em 97 a.C., escolhendo Ariarates VIII, filho de Ariarates VII como rei. Mitrídates novamente agiu rapidamente e esmagou a revolta, exilando Ariarates VIII e restaurando seu filho ao trono.

#### Reino cliente de Roma (95 a.C.—14 d.C.)
Por causa da instabilidade na Capadócia, Nicomedes III da Bitínia  enviou uma embaixada a Roma em 95 a.C. reivindicando a região para si. Mitrídates VI fez o mesmo, buscando a permissão de Roma para anexar a Capadócia. O senado romano, porém, não autorizou nenhum dos dois a se apoderar da região.
Ao invés disso, os senadores exigiram que tanto Ponto quanto Bitínia se retirassem da Capadócia e garantiu sua independência, depondo Ariarates IX. Com o apoio militar do governador romano da Cilícia, Lúcio Cornélio Sula, Ariobarzanes I foi instalado como novo rei ainda no mesmo ano e o Reino da Capadócia tornou-se um reino cliente da República Romana.
Em 93 a.C., tropas do Reino da Armênia de Tigranes, o Grande, genro de Mitrídates VI, invadiram a Capadócia a pedido do rei pôntico. Tigranes depôs Ariobarzanes I, que fugiu para Roma, e coroou Górdio como novo rei cliente da Capadócia, só que desta vez subordinado à Armênia.
Com a Capadócia assegurada, Mitrídates invadiu o Reino da Bitínia e derrotou o rei Nicomedes IV, que foi forçado a fugir para a Itália, em 90 a.C. Uma delegação senatorial foi enviada ao oriente para restaurar tanto Nicomedes IV quanto Ariobarzanes I aos seus respectivos tronos e, apesar da Guerra Social ainda estar sendo travada na Itália, os romanos conseguiram repor os dois, sinal da influência cada vez maior da República na região.

##### Guerras Mitridáticas(88–63 a.C.)
Em 89 a.C., depois de ter firmado a paz com os romanos e da restauração de Ariobarzanes I ao trono capadócio, Mitrídates VI novamente invadiu a Capadócia, reinstalando seu filho Ariarates IX, dando início à Primeira Guerra Mitridática (89–85 a.C.), na qual Roma enfrentou o Reino do Ponto e seu aliado, o Reino da Armênia.
Lúcio Cornélio Sula assumiu o comando das tropas na região em 87 a.C. e derrotou decisivamente Mitrídates VI e seus aliados em 85 a.C. Com pressa para voltar para Roma por causa do aumento das tensões políticas, Sula impôs termos leves a Mitrídates: ele deveria desistir de controlar a Bitínia e a Capadócia, reinstalando Ariobarzanes I e Nicomedes IV como reis clientes romanos. Em troca, Roma permitiu que Mitrídates VI continuasse reinando sobre o Ponto.
Quando Nicomedes IV morreu, em 74 a.C., ele deixou o Reino da Bitínia como herança aos romanos, mas deixou um vácuo de poder na Ásia Menor que permitiu que Mitrídates VI invadisse e conquistasse o reino sem rei. Quando ficou clara a intenção de Mitrídates VI sobre os protetorados romanos na Ásia Menor, inclusive a Capadócia, Roma iniciou a Terceira Guerra Mitridática para encerrar definitivamente a ameaça pôntica. Despachando desta vez o cônsul Lúcio Licínio Lúculo para a Ásia, Roma conseguiu expulsar o Ponto e a Armênia da região, reafirmando a dominância romana sobre os reinos clientes asiáticos em 71 a.C. e conquistando o Ponto no processo. Quando Mitrídates VI fugiu para a Armênia, Lúculo invadiu o reino também em 69 a.C.
Apesar do sucesso inicial, Lúculo não conseguiu encerrar decisivamente a guerra. Em 66 a.C., Mitrídates VI e Tigranes conseguiram retomar seus respectivos reinos e Lúculo foi convocado a Roma. O senado enviou Pompeu Magno para o oriente para tentar acabar de vez com a instabilidade. Ao ser derrotado por ele, Mitrídates VI novamente fugiu para a Armênia, mas, desta vez, Tigranes se recusou a recebê-lo, forçando-o a fugir para o norte, através do Mar Negro, para o Reino do Bósforo, cujo rei era o seu filho Macares do Bósforo, efetivamente encerrando a guerra em 65 a.C.
Quando Macares se recusou a entrar em guerra contra Roma, Mitrídates VI mandou matá-lo e assumiu pessoalmente o trono. Enquanto Mitrídates estava ansioso para enfrentar os romanos novamente, seu filho mais novo, Fárnaces II era da opinião contrária e começou a armar para depor o pai. Seus planos foram descobertos, mas o exército, que não tinha intenção alguma de enfrentar Pompeu e suas forças novamente, apoiou Fárnaces e, depois de marchar contra Mitrídates, obrigou-o a se suicidar em 63 a.C. Fárnaces II rapidamente enviou uma embaixada a Pompeu com ofertas de submissão. O general romano aceitou os termos propostos e, em troca, nomeou Fárnaces II como rei cliente de Roma no Reino do Bósforo.
Com Mitrídates VI fora do cenário político na Ásia Menor, Pompeu anexou definitivamente a Bitínia, o Ponto e a Cilícia à República Romana como províncias. Ele também invadiu a Armênia em 64 a.C. e conseguiu que Tigranes se submetesse também como rei cliente, o que permitiu que ele fosse para o sul e anexasse oficialmente a o Reino da Síria depois de depor o seu rei, Antíoco XIII Asiático. Depois da morte de Ariobarzanes I, Pompeu, num de seus últimos atos no oriente antes de seu retorno triunfal a Roma, instalou o filho dele, Ariobarzanes II como novo rei da Capadócia.
Ariobarzanes II reinou até 51 a.C., quando foi assassinado por forças leais ao vizinho Império Parta. O senado romano declarou seu filho, Ariobarzanes III como herdeiro legítimo e, com o apoio militar do governador romano da Cilícia, Marco Túlio Cícero, instalou-o no trono capadócio. Em 50 a.C., Ariobarzanes III, com a ajuda de Cícero, descobriram um complô para depô-lo liderado por Atenais Filóstorgo II, sua própria mãe, que pretendia instalar Ariarates X, seu irmão mais novo, no trono. Juntos, Cícero e Ariobarzanes III exilaram Atenais, que era filha de Mitrídates VI, da Capadócia.

##### Guerras civis em Roma
A Capadócia aumentou muito a sua importância durante as guerras civis romanas. Quando Júlio César cruzou o Rubicão em 49 a.C. e começou a sua guerra civil, muitos membros do senado, liderados por Pompeu, fugiram para o oriente. O rei capadócio Ariobarzanes III apoiou Pompeu contra César como retribuição pelo apoio dele ao seu pai anos antes. Porém, depois da vitória de César na Batalha de Farsalo e o subsequente assassinato de Pompeu em 48 a.C., Ariobarzanes mudou de lado e declarou sua lealdade a César, que nomeou Cneu Domício Calvino como governador da Ásia como poderes para agir em seu nome na região enquanto ele lidava com seus adversários no Egito.
Com os romanos distraídos pela guerra civil, Fárnaces II, o rei cliente do Reino do Bósforo e filho mais novo de Mitrídates VI, decidiu aproveitar a oportunidade e conquistou a Cólquida e a Armênia Menor, territórios que estavam subordinados à província romana do Ponto. Os monarcas da Capadócia e da Galácia, Ariobarzanes III e Deiótaro, respectivamente, pediram proteção a Calvino e logo as forças romanas se envolveram na disputa com Fárnaces II. Os dois exércitos finalmente se encontraram na Batalha de Nicópolis, na Anatólia oriental, na qual Fárnaces derrotou o exército romano e conquistou a maior parte da Capadócia, do Ponto e da Bitínia.
Depois de derrotar as forças ptolemaicas na Batalha do Nilo, César deixou o Egito em 47 a.C. e marchou através da Síria, Cilícia e Capadócia para enfrentar Fárnaces. Quando ele soube da chegada das forças veteranas de César, Fárnaces enviou emissários para tentar a paz, mas César não os recebeu. Os dois se encontraram na Batalha de Zela e César conseguiu derrotar Fárnaces de forma decisiva, reafirmando o poder romano na Ásia Menor. Quando voltou para o seu reino no Bósforo, Fárnaces II foi assassinado pelo genro, Asandro. Como retribuição, César nomeou-o o novo rei cliente do Bósforo. César então incorporou a Armênia Menor à Capadócia para servir como estado-tampão contra futuras agressões vindas das potências orientais, como os partas.
César foi assassinado em 15 de março de 44 a.C. pelos senadores liderados por Marco Júnio Bruto e Caio Cássio Longino. Os "Libertadores" então fugiram da Itália e assumiram o comando das províncias e reinos clientes orientais , incluindo a Capadócia, em 43 a.C. Quando Ariobarzanes III reclamou contra a elevada interferência romana em seu reino, Cássio mandou matá-lo e instalou seu irmão mais novo, Ariarates X no lugar em 42 a.C. Ainda no mesmo ano, depois da derrota de Bruto e Cássio pelo Segundo Triunvirato na Batalha de Filipos, o triúnviro Marco Antônio assumiu o comando das províncias e dos reinos cliente orientais. Em 36 a.C., Marco Antônio executou Ariarates X e instalou Arquelau como novo rei da Capadócia.
O Segundo Triunvirato expirou em 33 a.C., encerrando também o direito legal de Marco Antônio de governar a metade oriental da República. Sem ele, também se intensificaram as lutas entre Marco Antônio e Otaviano pelo poder. Este construiu sua base de apoio no ocidente enquanto Antônio se aproximou da rainha egípcia Cleópatra. Quando Otaviano declarou guerra ao Egito, Marco Antônio, apoiado pelos reinos clientes orientais (inclusive a Capadócia), marchou para lá para enfrentá-lo. A derrota de Marco Antônio na Batalha de Ácio em 31 a.C. assegurou a posição de Otaviano como único senhor do mundo romano. Arquelau declarou sua lealdade e conseguiu manter-se no trono.
Quando Otaviano tornou-se "Augusto", o primeiro imperador romano, em 27 a.C., a Capadócia tornou-se um importante e confiável estado cliente e manteve a sua independência sob o reorganizado Império Romano. Augusto considerava Arquelau um monarca confiável e se comprometeu a não converter a Capadócia uma província. Como recompensa por sua lealdade, Augusto premiou-o ainda com os territórios da Cilícia ao longo do Mediterrâneo e a Armênia Menor na costa do Mar Negro em 25 a.C., encarregando-o da missão de eliminar a pirataria que grassava nas duas regiões e para formar um estado-tampão entre Roma e o Império Parta.

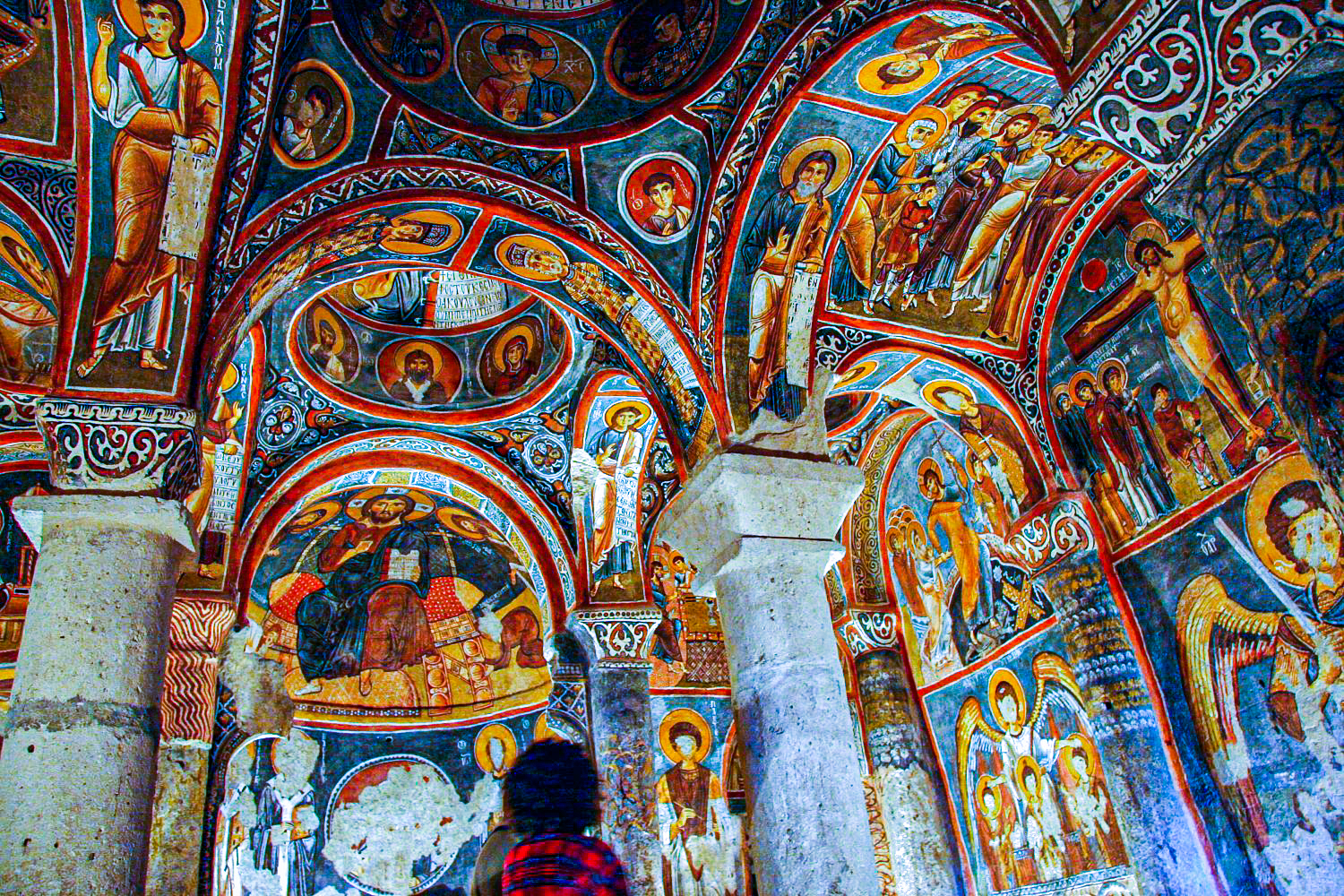
"Igreja Escura" em Göreme

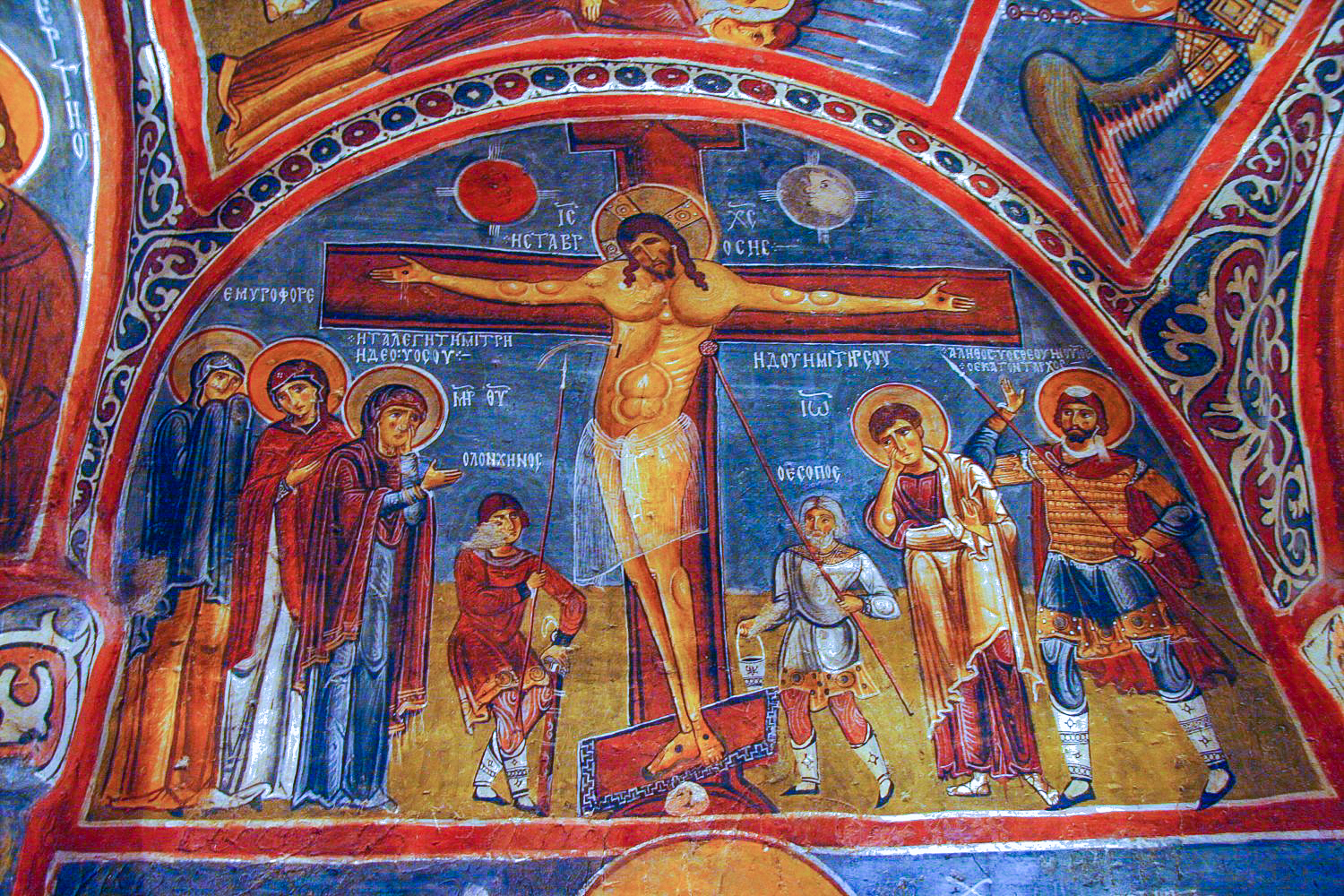
Fresco da "Igreja Escura" en Göreme

#### Império Seljúcida
Os seljúcidas, considerados os antepassados diretos dos turcos ocidentais, começaram a chegar à Capadócia após a Batalha de Manzicerta, em 1071, na qual as forças de Alparslano derrotaram o exército bizantino de Romano IV Diógenes, tendo conquistado aos poucos toda a região. Depois da conquista de Kayseri em 1082, os seljúcidas promoveram uma grande expansão urbanística, construindo mesquitas em Kayseri, Aksaray, Niğde e outras cidades, e uma escola de medicina em 1206. Construíram também inúmeros caravançarais (literalmente palácios de caravanas), estalagens fortificadas para uso dos mercadores viajantes da Rota da Seda, que aí podiam pernoitar e descansar e segurança. Alguns caravançarais tinham outros serviços para além dos de hotelaria, como enfermarias, cavalariças e mesquitas. Em toda a Turquia se encontram caravançarais, distanciando aproximadamente 30 km uns dos outros. Em tempos de guerra serviam como postos de defesa do território. Entre eles, destacam-se o de Agzikarahan, também chamado de Hoca Maçude, que se encontra a 13 km de Aksaray e foi construído no século XIII, e o de Sultanhanı, a 40 km da mesma cidade.
Nos séculos seguintes, a Anatólia em geral e a Capadócia foram palco de inúmeros conflitos entre seljúcidas, bizantinos e cruzados. Estes últimos tomaram a capital seljúcida de Iznik (antiga Niceia), obrigando os vencidos a fugir para Cônia. Os seljúcidas criaram as bases para o Império Otomano, que se formou no século XV — os otomanos procediam de um dos sultanatos seljúcidas, tendo-se revoltado e ganho a independência sob a liderança de Osmã I Gazi (triunfador ou combatente da fé). O termo otomano, em turco: osmanli, provém do seu nome.

#### Império Otomano
A Capadócia cai sob o domínio otomano no século XIV. Lentamente, uma parte considerável da sua população passa a ser muçulmana e adota a língua turca. Desenvolve-se uma língua intermédia, o capadócio, que sobrevive até à saída das populações gregas (cristãs) em 1923, na sequência do Tratado de Lausanne, que pôs fim à guerra greco-turca e determinou a troca de populações entre a Grécia e a Turquia com base na religião.

No século XVIII são abandonados os últimos mosteiros trogloditas. No mesmo século, o grão-vizir Ibrahim Paxá faz da sua pequena aldeia natal Nevşehir a capital regional que ainda hoje é e que é por vezes apontada como a comunidade mais rica de toda a Turquia apesar da sua aparência relativamente modesta.

#### Século XX e atualidade

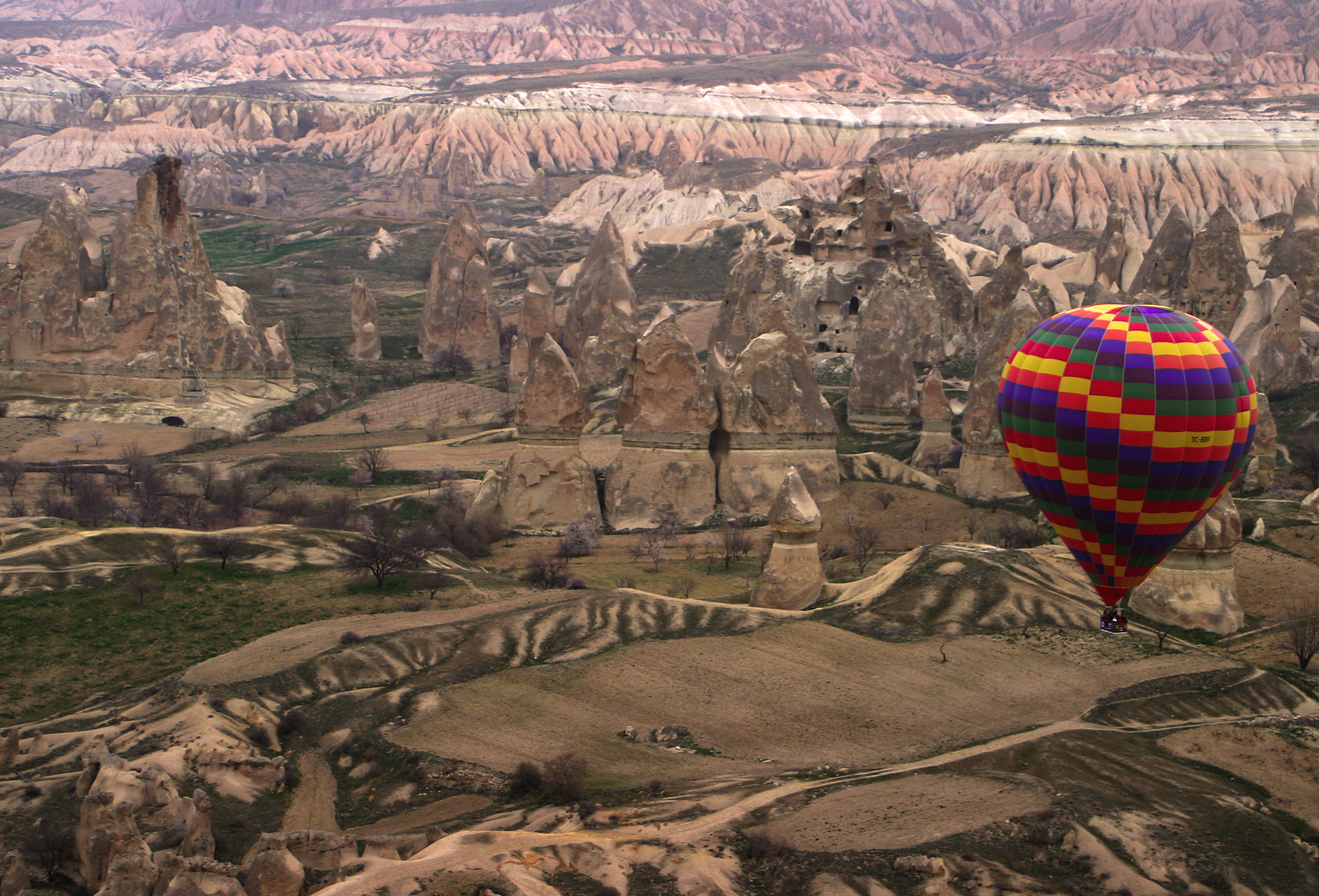
Balonismo, uma das atrações turísticas da região

A Capadócia é uma região turística importante, atraindo visitantes tanto da Turquia, como de países vizinhos desde há muito. A sua popularidade na Europa e do resto do mundo foi muito impulsionada nas décadas de 1930 e 1940 com a publicação dos trabalhos do sacerdote francês Guillaume de Jerphanion sobre as igrejas da região. Na segunda metade do século XX assistiu-se a um grande crescimento da procura turística na Capadócia. Nos anos 1970 e 1980 a vintena de hotéis existentes então não satisfazia a grande procura, tendo os locais começado a arrendar quartos e transformar as suas propriedade para poder acolher visitantes, ao mesmo tempo que novos hotéis eram construídos. Em grande parte, as novas construções respeitam a paisagem e não chocam com as construções tradicionais. Segundo dados oficiais de 2005, a região recebeu 850 mil turistas estrangeiros e 1 milhão de nacionais.

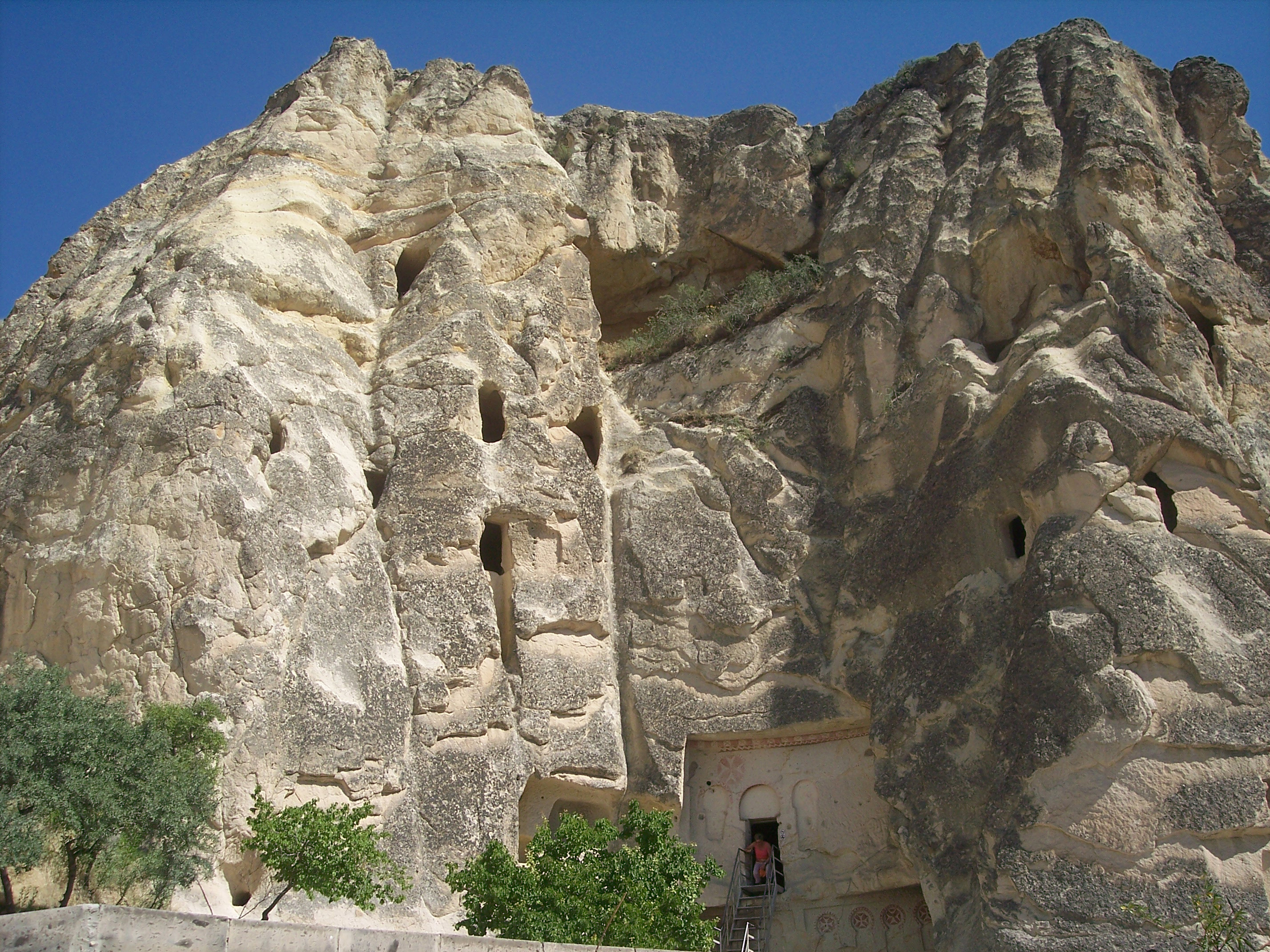
A "Igreja com Sandálias" Çarikli Kilise), em Göreme

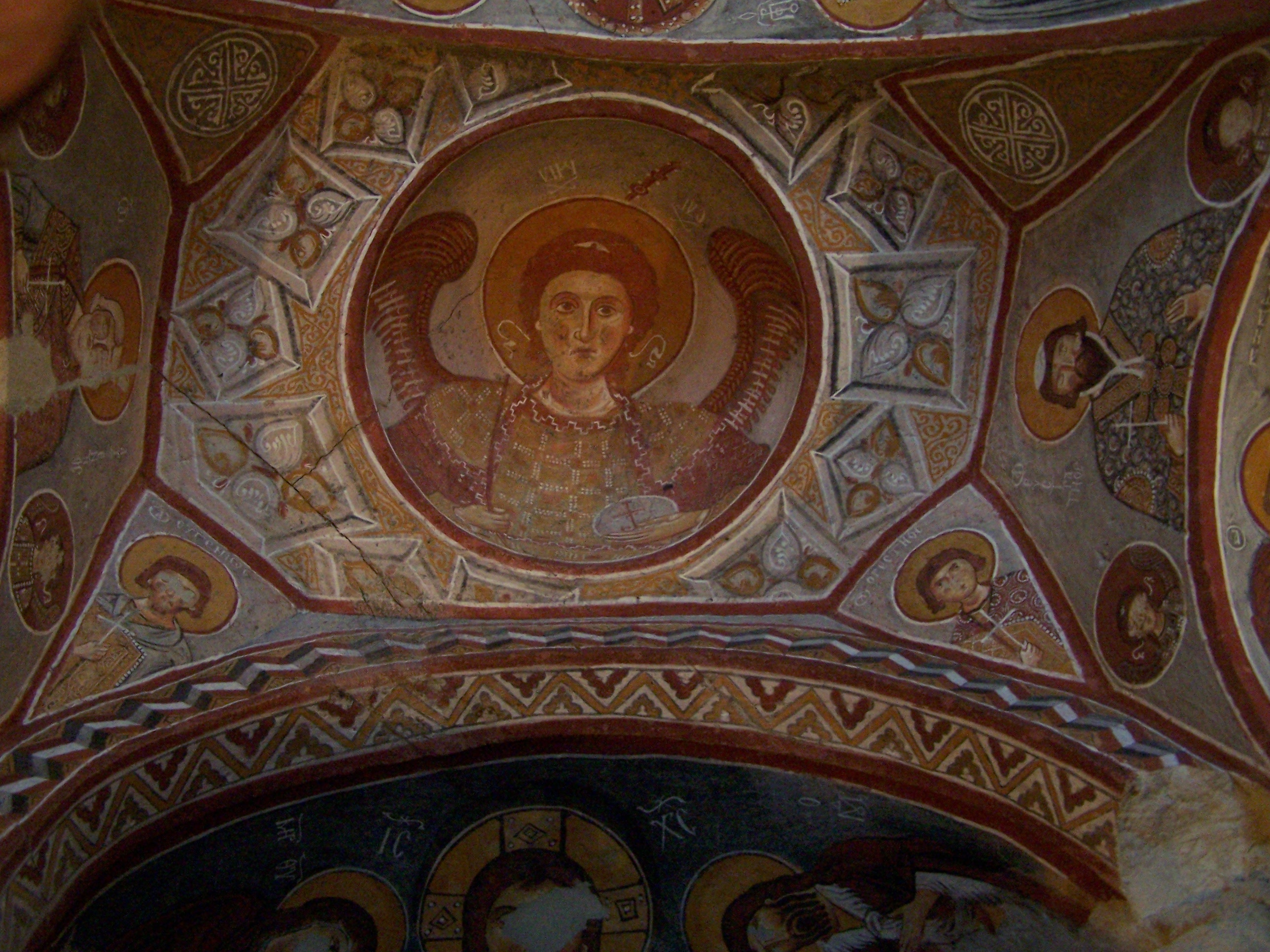
fresco na Igreja das Maçãs de Göreme

Esta procura revitalizou a economia regional, pois a indústria turística não é a única a ser beneficiada; os produtores de cerâmica, têxteis e outro tipo de artesanato viram também o seu mercado muito alargado.

## Cristianismo na Capadócia
A região tem um papel muito especial na tradição cristã. Durante os primeiros anos do cristianismo, a Capadócia foi um terreno fértil para a expansão da nova religião, em parte pela sua proximidade das Sete igrejas da Ásia, mencionadas no livro do Apocalipse do Novo Testamento, e de Antioquia (atual Antáquia), onde São Pedro fundou a primeira comunidade cristã.
São Paulo efetuou três viagens à Capadócia entre 44 e 58. Muitos dos primeiros cristãos habitavam a região, tendo as cidades subterrâneas sido usadas como refúgio pelos primeiros cristãos durante as perseguições de que foram alvo. durante os séculos II, III e IV. Aí nasceram nessa época pelo menos os seguintes santos e teólogos:
- São Mamede, São Basílio Magno e Gregório de Níssa,  de Cesareia (atual Kayseri).
- Cesário de Nazianzo, Gregório de Nazianzo, o Velho e Gregório de Nazianzo, o Novo, de Nazianzo, uma antiga cidade onde agora se encontra a pequena aldeia de Berkalar (também chamada de Nenizi) e Gülagaç, entre Aksaray e Nevşehir.

Basílio, Gregório de Níssa e Gregório de Nazianzo, o Novo, são chamados os Padres ou Filósofos Capadócios na literatura cristã, sendo apontados como importantes teólogos, tendo desenvolvido, por exemplo a doutrina da Trindade.

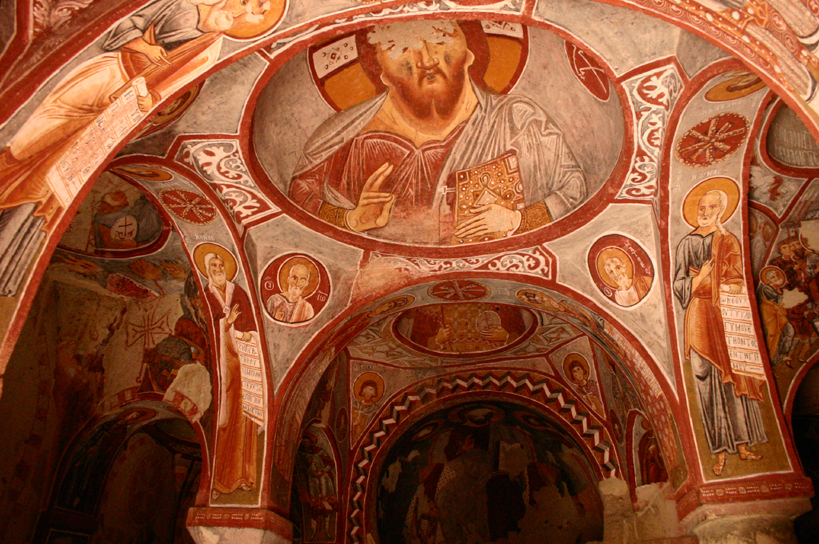
Interior de igreja troglodita em Göreme

Outro clérigo famoso originário da região foi João II da Capadócia, patriarca de Constantinopla entre 518 e 520, que, apesar do seu curto  patriarcado, ficou famoso por ter marcado o fim de um cisma de 34 anos entre as igrejas orientais e ocidentais, originado no Concílio de Calcedónia.
Apesar do assunto ser controverso, segundo a lenda, São Jorge também teria nascido na região, embora tenha ido para a Palestina, de onde a mãe era originária, ainda em criança. A lenda de São Jorge e do dragão tomou forma na  Idade Média, sendo o santo convertido em padroeiro de muitos estados e coroas da Europa, nomeadamente de Aragão, Portugal, Inglaterra e Génova,  entre outros. A Cruz de São Jorge ainda hoje está presente nas bandeiras da Geórgia, Inglaterra, Sardenha, Barcelona, Génova e Aragão e nos brasões de Génova e Pádua.
Existem entre 400 e 600 igrejas na região, muitas delas escavadas em rochas, das quais largas dezenas são interessantes de visitar. As mais antigas datam provavelmente do século VI, embora a maior parte date dos séculos X e XI, o período que vai desde o fim das incursões árabes, até à chegada dos seljúcidas.

## Naturais da Capadócia
Na Capadócia nasceram algumas figuras dos séculos III a V de grande relevo, nomeadamente as seguintes:
- São Jorge (século III-IV) — segundo a lenda, teria nascido na região, mas o tema é controverso entre os historiadores.

| - Mamede de Cesareia - Basílio de Cesareia |  | - Gregório de Níssa - Cesário de Nazianzo |  | - Gregório de Nazianzo, o Velho - Gregório de Nazianzo, o Novo |